# Рожков, Анатолий Викторович
Анато́лий Ви́кторович Рожко́в (29 августа 1972, Москва) — российский футболист, вратарь; тренер вратарей.

## Биография

### Карьера игрока
Родился 29 августа 1972 года в Москве. Воспитанник «СДЮШОР-3 Советского РОНО Москва». В 1989 году в чемпионате СССР был заявлен за «Торпедо», однако на поле не выходил. В сезоне Кубка России 2004/05 в полуфинале против «Амкара» отыграл оба матча на ноль, и по сумме этих игр «Химки» выиграли 2:0 и вышли в финал, но уступили с минимальным счётом столичному ЦСКА.

### Карьера тренера
С 2009 по 2016 год являлся тренером по работе с вратарями в различных клубах Москвы и Подмосковья. В сезоне-2016/2017 занимал аналогичную должность в красноярском «Енисее». В 2017 году тренерский штаб «Енисея» в полном составе перебрался в самарские «Крылья Советов».

## Достижения
- Финалист Кубка России: 2004/05
- Победитель Первого дивизиона: 2006